# Manson (film)
Pour les articles homonymes, voir Manson.
Pour plus de détails, voir Fiche technique et Distribution.
Manson est un film américain réalisé par Robert Hendrickson et Laurence Merrick, sorti en 1973.

## Synopsis
Ce documentaire revient sur la vie et les crimes de Charles Manson.

## Fiche technique
- Titre : Manson
- Réalisation : Robert Hendrickson et Laurence Merrick
- Scénario : Joan Huntington et Laurence Merrick
- Narration : Jesse Pearson
- Photographie : Jack Beckett et Louie Lawless
- Montage : Clancy Syrko
- Production : Robert Hendrickson et Laurence Merrick
- Société de production : Merrick International et Tobann International Pictures
- Société de distribution : American International Pictures (États-Unis)
- Pays de production :  États-Unis
- Genre : Documentaire
- Durée : 83 minutes
- Date de sortie : 
  - États-Unis : janvier 1973

## Distinctions
Le film a été nommé à l'Oscar du meilleur film documentaire.